# Айленд-Гайтс (Нью-Джерсі)
Айленд-Гайтс (англ. Island Heights) — місто (англ. borough) в США, в окрузі Оушен штату Нью-Джерсі. Населення — 1650 осіб (2020).

## Географія
Айленд-Гайтс розташований за координатами 39°56′30″ пн. ш. 74°8′38″ зх. д. / 39.94167° пн. ш. 74.14389° зх. д. (39.941792, -74.143814).  За даними Бюро перепису населення США в 2010 році місто мало площу 2,35 км², з яких 1,58 км² — суходіл та 0,77 км² — водойми.

## Демографія
Згідно з переписом 2010 року, у селищі мешкали 1673 особи в 683 домогосподарствах у складі 487 родин. Було 831 помешкання
Расовий склад населення:
| - 95,8 % — білих - 1,4 % — азіатів - 0,2 % — чорних або афроамериканців - 0,1 % — корінних американців |

До двох чи більше рас належало 2,1 %. Частка іспаномовних становила 2,4 % від усіх жителів.
За віковим діапазоном населення розподілялося таким чином: 18,5 % — особи молодші 18 років, 63,9 % — особи у віці 18—64 років, 17,6 % — особи у віці 65 років та старші. Медіана віку мешканця становила 47,0 року. На 100 осіб жіночої статі у селищі припадало 91,4 чоловіків;  на 100 жінок у віці від 18 років та старших — 90,2 чоловіків також старших 18 років.
Середній дохід на одне домашнє господарство  становив 94 141 долар США (медіана — 78 147), а середній дохід на одну сім'ю — 102 640 доларів (медіана — 84 028). Медіана доходів становила 72 917 доларів для чоловіків та 63 958 доларів для жінок. За межею бідності перебувало 8,2 % осіб, у тому числі 12,5 % дітей у віці до 18 років та 2,2 % осіб у віці 65 років та старших.
Цивільне працевлаштоване населення становило 762 особи. Основні галузі зайнятості: освіта, охорона здоров'я та соціальна допомога — 30,1 %, науковці, спеціалісти, менеджери — 15,6 %, мистецтво, розваги та відпочинок — 12,6 %, роздрібна торгівля — 11,7 %.